# Abdon Hedman
Abdon Fredrik Hedman, 30 juli 1888 i Gamlestad Göteborgs och Bohus län, död 26 augusti 1971 i Örebro, var en svensk manusförfattare inom filmen.
Hedman arbetade som kontorist på Svenska Bios kontor i Stockholm och blev något år senare chef för Svenska Bios nyupprättade försäljningskontor i Berlin, en befattning som han uppehöll under första världskriget.

## Filmmanus
- 1912 – I lifvets vår
- 1975 – Mysteriet natten till den 25:e